# Karagada, Belur
Karagada là một làng thuộc tehsil Belur, huyện Hassan, bang Karnataka, Ấn Độ.